# 真楽寺 (小田原市)
眞樂寺（しんらくじ）は、神奈川県小田原市にある真宗大谷派の聖徳太子開闢、親鸞聖人七箇年、覚如上人、蓮如上人御逗留の浄土真宗東西分派以前よりある御旧跡寺院。

## 歴史
創建年代は不明である。ただ聖徳太子開闢（千四百年以上の歴史）の寺院であるから、少なくとも飛鳥時代には既に、国分寺など（地名の国府津【国府のみなとの由来】）として存在していたものと推測される。鎌倉時代には鎌倉幕府三代執権北条泰時による北条政子十三回忌追善供養一切経奉納の校合の為、幕府に招かれていた親鸞聖人は、四歳の時に父と八歳の時に母と死別なされていた聖人は、父母の如くに深く尊敬崇拝なさっていた倭国の教主（日本大乗仏教の父。日本に於いての釈尊。）と聖徳太子様を開基とする当時は天台宗の寺院であった縁により親鸞聖人御来訪なされた。。
鎌倉時代、住職の性順は親鸞聖人の教えに感動し、門弟となった。その縁により「眞樂寺」と寺号を賜り、親鸞聖人を眞樂寺初代とし、阿彌陀如來を御本尊とする浄土真宗御旧跡寺院となった。そうして帰洛迄の七箇年、相模国の布教の拠点となり、その後、親鸞聖人の直弟子、顕智上人が二世となり、大納言平時忠の息であった是証坊が三世を引き継ぎ、身分制度をこえてすべての方に布教されていた親鸞聖人の説法を聞く場所として漁師街の中に【親鸞聖人は慣例で寺院への女人禁制や生き物の命を生業にするものは救われないともいわれた当時、阿彌陀佛は身分制度に関係なく全ての人々を平等に救うと説かれた】民衆が建てた飛地境内地御勧堂とともに法義念仏相続して現在にいたる。室町時代には本願寺中興の祖、蓮如上人も御開山様の足跡を訪ね巡錫なさり、国府津を題とした御文（お手紙）を授けられた。【後に観世流の謡曲となり小田原三大謡曲の一つに数えられる『①北条　②二宮　③国府津』その版木は現在、親鸞聖人御分骨廟處の帰命堂内に奉納されている】。
当寺には、親鸞聖人、覚如上人、蓮如上人などにまつわる浄土真宗法寶物を多数所蔵している。
親鸞聖人が天竺国より伝わった一切経とともに運ばれたバラスト石に指先で帰命尽十方無碍光如來と南無不可思議光佛の十字と八字の名号を顕現されたという伝説「帰命石」や親鸞聖人の葬儀を執り行った眞樂寺二世顯智上人（真宗高田派三世）が京都より持ち帰った親鸞御分骨が境内にある親鸞廟所（お墓）でもある法宝物殿帰命堂の中に今でも大切に奉納されている。【年に1度だけ、10月10日の報恩講に於いて中尊前に奉納して法要厳修】また境内地には、小田原市天然記念物指定のボダイジュの木があるが、稲田の草庵よりお持ちになった親鸞聖人お手植えの菩提樹【釈尊がその下で悟りを開かれた樹木】や樹齢三百年以上の蘇轍などがある。。

## 文化財
- 眞樂寺の親鸞聖人お手植えのボダイジュ（小田原市指定天然記念物 昭和56年3月30日指定）[2]

## 交通アクセス
- JR東海道本線・JR御殿場線 国府津駅より徒歩で約3分。

- 真楽寺参道
- 裏手の山から相模湾と同寺を望む